# Хютт, Владимир Платонович
Влади́мир Плато́нович Хютт (эст. Vladimir Hütt; 18 апреля 1936, Ленинград, РСФСР, СССР — 4 июня 1997) — советский, эстонский и российский философ, общественный деятель. Доктор философских наук (1979), профессор. Основные работы посвящены философии науки и философским проблемам физики. Этнический эстонец, коммунист, выступавший за сохранение Эстонии в составе СССР.

## Биография
Владимир Хютт родился 18 апреля 1936 года в Ленинграде в семье эстонских переселенцев. После присоединения Эстонии к Советскому Союзу вернулся на историческую родину. Член КПСС.
В 1965 году в Ленинградском государственном университете имени А. А. Жданова защитил диссертацию на соискание учёной степени кандидата философских наук на тему «Роль категорий „абсолютное“ и „относительное“ в интерпретации квантовой механики». Там же в 1979 году защитил диссертацию на соискание учёной степени доктора философских наук на тему «Проблема объективности физического знания».
В 1981—1984 годах работал старшим научным сотрудником Института истории Академии наук Эстонской ССР. В 1984—1986 годах был заведующим кафедры марксистско-ленинской философии Обнинского филиала Московского инженерно-физического института (в настоящее время кафедра философии и социальных наук Обнинского института атомной энергетики).
Один из авторов «Философского энциклопедического словаря» 1983 года. Написал для словаря статьи «Абсолютное и относительное», «Галилей», «Коперник», «Ньютон», «Птолемей», «Физический идеализм».
В годы перестройки был, наряду с Густавом Нааном, одним из наиболее влиятельных эстонских интеллектуалов, поддержавших «Интернациональное движение трудящихся Эстонской ССР» («Интердвижение»). Выступал за сохранение Эстонии в составе СССР.

Помнится, тогда [в начале 1990-х годов], в период горького разочарования, меня, можно сказать, спасли два эстонца: профессор Владимир Хютт и академик Густав Наан. Обоих, к сожалению, уже нет в живых, но я их всегда помню. Это были поразительные люди. <…> Если говорить коротко, они сказали, что всплеск национализма кончится ещё не скоро. Но всё это нужно пережить. Должно родиться и вырасти одно или два, а может быть, и несколько свободных поколений, прежде чем общество придёт в равновесное состояние.— Людмила Ганс, президент Северо-Европейского центра маркетинга и менеджмента объектов интеллектуальной собственности, 2003
Умер 4 июня 1997 года. Похоронен в Таллине на кладбище Лийва.

### Публикации Владимира Хютта

#### Монографии
- Хютт В. П. Абсолютность и относительность в интерпретации квантовой механики / Учёные записки Тартуского государственного университета. Вып. 174. Труды по философии IX. — Тарту, 1965. — 72 с.
- Hütt V. Filosoofia aine: metoodiline juhend üliõpilastele / Eesti Põllumajanduse Akadeemia; [koostanud V. Hütt]. — 1970.
- Hütt V. Filosoofia aine: metoodiline juhend üliõpilastele / Eesti Põllumajanduse Akadeemia; [koostanud V. Hütt]. — Tartu: Eesti Põllumajanduse Akadeemia, 1972.
- Вальт Л., Хютт В. Метод моделирования и некоторые философские проблемы истории и методологии естествознания / Институт истории Академии наук Эстонской ССР. — Таллин: Ажалоо Институют, 1975. — 192 с.
- Хютт В. П. Концепция дополнительности и проблема объективности физического знания / Отв. ред. О. А. Подлишевский; Академия наук Эстонской ССР, Институт истории. — Таллин: Валгус, 1977. — 178 с.
- Хютт В. П. Философские вопросы физики в Советской Эстонии за 30 лет (1948—1978): аналитический обзор. — Таллин: ЭстНИИНТИ, 1979. — 186 с.
- Hütt V. Abiks õpetajale-propagandistile (Teacher’s propaganda guide), Eesti NSV Õpetajate Täiendusinstituut. — Eesti NSV Haridusministeerium, 1984.
- Hütt V. Filosoofia aine: metoodiline juhend üliõpilastele / Eesti Põllumajanduse Akadeemia; [koostanud V. Hütt]. — Tartu: Eesti Põllumajanduse Akadeemia, 1986.
- Хютт В. П. Рецепция философии М. Хайдеггера в Эстонии / Институт научной информации по общественным наукам. — М.: ИНИОН, 1991.

#### Статьи
- Хютт В. П. Дополнительность Н. Бора и её методологическое значение // Логика и методология науки. — М.: Наука, 1967.
- Хютт В. П. Гегель и современное физическое познание // Философские науки. — 1974. — № 4.
- Хютт В. П. Парменид и физика // Философские науки. — 1975. — № 6.
- Хютт В. Концепция дополнительности в интерпретации квантовой механики // Принципы дополнительности и материалистическая диалектика. — М.: Наука, 1976. — С. 142—153.
- Хютт В. Прекрасное в жизни и в искусстве // Советская Эстония. — 24 июля 1979 года. — С. 3.
- Хютт В. Абсолютное и относительное // Философский энциклопедический словарь  / Гл. редакция: Л. И. Ильичёв, П. Н. Федосеев, С. М. Ковалёв, В. Г. Панов. — М.: Советская Энциклопедия, 1983. — С. 6.
- Хютт В. Галилей // Философский энциклопедический словарь  / Гл. редакция: Л. И. Ильичёв, П. Н. Федосеев, С. М. Ковалёв, В. Г. Панов. — М.: Советская Энциклопедия, 1983. — С. 99—100.
- Хютт В. Коперник // Философский энциклопедический словарь  / Гл. редакция: Л. И. Ильичёв, П. Н. Федосеев, С. М. Ковалёв, В. Г. Панов. — М.: Советская Энциклопедия, 1983. — С. 279.
- Хютт В. Ньютон // Философский энциклопедический словарь  / Гл. редакция: Л. И. Ильичёв, П. Н. Федосеев, С. М. Ковалёв, В. Г. Панов. — М.: Советская Энциклопедия, 1983. — С. 443.
- Хютт В. Птолемей // Философский энциклопедический словарь  / Гл. редакция: Л. И. Ильичёв, П. Н. Федосеев, С. М. Ковалёв, В. Г. Панов. — М.: Советская Энциклопедия, 1983. — С. 552—553.
- Хютт В. Физический идеализм // Философский энциклопедический словарь  / Гл. редакция: Л. И. Ильичёв, П. Н. Федосеев, С. М. Ковалёв, В. Г. Панов. — М.: Советская Энциклопедия, 1983. — С. 725.
- Хютт В. П. Гегель и Достоевский: к вопросу о влиянии идей Гегеля на творчество Достоевского // К истории восприятия западной философии в России. Труды по философии  / Ученые записки Тартуского государственного университета. Вып. 787. — Тарту, 1987. — Т. 33. — С. 91—193.
- Хютт В. П. Парменид и становление рациональности // Труды Тбилисского университета. — Тбилиси, 1989. — Т. 292. — С. 192—193.
- Кульюс С., Хютт В. О поэтике М. Булгакова: «Мастер и Маргарита» как «трансцендентальный» роман // Булгаковский сборник: Материалы по истории русской литературы XX века. — Таллин, 1994. — С. 20—25.

### О Владимире Хютте
- Русские в Прибалтике: попытка самоанализа // Коммерсантъ. — 28 сентября 1996 года. — № 163 (1121).
- Севальников А. Ю. Философский анализ онтологии квантовой теории. Диссертация на соискание учёной степени доктора философских наук. — М., 2005. — С. 85—86. Архивировано 12 мая 2012 года.
- Rein Vihalemm, Peeter Müürsepp. Philosophy of science in Estonia / Report. — Springer Science+Business Media B. V, 2007.